# Corozal (kommunhuvudort)
Corozal är en kommunhuvudort i Colombia.   Den ligger i departementet Sucre, i den norra delen av landet, 500 km norr om huvudstaden Bogotá. Corozal ligger 158 meter över havet och antalet invånare är 39 800.
Terrängen runt Corozal är platt. Runt Corozal är det ganska tätbefolkat, med 60 invånare per kvadratkilometer. Närmaste större samhälle är Sincelejo, 11,6 km väster om Corozal. Omgivningarna runt Corozal är huvudsakligen savann.